# Ocotea scrobiculifera
Ocotea scrobiculifera är en lagerväxtart som beskrevs av I. Vattimo. Ocotea scrobiculifera ingår i släktet Ocotea och familjen lagerväxter. Inga underarter finns listade i Catalogue of Life.